# Вяенла
Вя́енла (ест. Väänla küla) — село в Естонії, у волості Ляене-Ніґула повіту Ляенемаа.

## Населення
Чисельність населення на 31 грудня 2011 року становила 20 осіб.

## Географія
Територією села тече річка Таебла (Taebla jõgi).
Через населений пункт проходить автошлях 16105 (Таґавере — Відрука).

## Історія
Згідно з мапами 18-го століття населений пункт мав назву Wönla.
Під час адміністративної реформи 1977 року село Вяендла (Väändla küla) було ліквідовано, а його територія відійшла до сусідніх сіл. З 1998 року село відновлено як окремий населений пункт під назвою Вяенла .
До 27 жовтня 2013 року село входило до складу волості Таебла.